# Porina gracilis
Porina gracilis is een mosdiertjessoort uit de familie van de Porinidae. De wetenschappelijke naam van de soort werd in 1816 voor het eerst geldig gepubliceerd door Jean-Baptiste de Lamarck.